# Ogul Nayci
Ogul Nayci (auch Ogul Naitschi; * 12. April 1993 in Ludwigsburg) ist ein deutscher Schauspieler. Er ist verwandt mit dem Filmproduzenten Errol Nayci.

## Leben
Bereits in früher Kindheit begann Ogul Nayci mit schauspielerischen Aktivitäten. In Zusammenarbeit mit der Filmakademie Baden-Württemberg, unter der Leitung von Michael Rösel, drehte er einen Werbefilm an der Seite von Regine Hentschel und Andreas Kunze im Jahr 2003. Zuvor konnte er sich in einem Casting mit vielen Nachwuchsschauspielern durchsetzen. Durch den Erfolg des Werbespots „Mieter“ für die Deutsche Bank Bauspar AG konnte er gemeinsam mit dem Regisseur Michael Rösel weitere Werbefilme drehen und arbeitet weiterhin als Schauspieler an der Filmakademie in Ludwigsburg. Nach dem Abitur nahm er ein Studium an der Universität in Tübingen auf.

## Auszeichnungen, Nominierungen, Awards
- 2003: Catch 52 Award[2]
- 2003: Kurz & Schön (Platz 2)
- 2003: VDW Award[3]
- 2003: Animago Award (Platz 2)
- 2003: nominiert für den First Steps Award[4]
- 2004: Porsche Nachwuchspreis Internationaler Werbefilm (Platz 2)[5]
- 2004: Teilnahme an Cannes Lions International Festival of Creativity[6]